# 山岡敏彦
山岡 敏彦（やまおか としひこ、1941年（昭和16年）9月11日 - ）は、日本のフィールドホッケー選手。

## 経歴・人物
明治大学出身。1964年東京オリンピックで男子トーナメントに出場した。2019年（令和元年）現在、東京都千代田区にて「お好み焼き屋 カープ（東京支店）」を経営する。